# Liometopum
Liometopum Mayr, 1861 è un genere di formiche della sottofamiglia Dolichoderinae.

## Tassonomia
Il genere è composto da 8 specie viventi e da 9 specie fossili.
- Liometopum antiquum Mayr, 1867 †
- Liometopum apiculatum Mayr, 1870
- Liometopum bogdassarovi Nazaraw, Bagdasaraw & Uriew, 1994 †
- Liometopum eremicum Zhang, 1989 †
- Liometopum imhoffii Heer, 1849 †
- Liometopum lindgreeni Forel, 1902
- Liometopum lubricum Zhang, Sun & Zhang, 1994 †
- Liometopum luctuosum Wheeler, 1905
- Liometopum masonium Buckley, 1866
- Liometopum microcephalum Panzer, 1798
- Liometopum miocenicum Carpenter, 1930 †
- Liometopum occidentale Emery, 1895
- Liometopum oligocenicum Wheeler, 1915 †
- Liometopum orientale Karavaiev, 1927
- Liometopum potamophilum Zhang, 1989 †
- Liometopum scudderi Carpenter, 1930 †
- Liometopum sinense Wheeler, 1921

In Italia è presente solo Liometopum microcephalum.